# Sceaux-du-Gâtinais
Sceaux-du-Gâtinais és un municipi francès, situat al departament del Loiret i a la regió de Centre – Vall del Loira. L'any 2007 tenia 587 habitants.

## Demografia

### Població
El 2007 la població de fet de Sceaux-du-Gâtinais era de 587 persones. Hi havia 223 famílies, de les quals 53 eren unipersonals (33 homes vivint sols i 20 dones vivint soles), 85 parelles sense fills, 81 parelles amb fills i 4 famílies monoparentals amb fills.
La població ha evolucionat segons el següent gràfic:
Habitants censats

### Habitatges
El 2007 hi havia 358 habitatges, 230 eren l'habitatge principal de la família, 82 eren segones residències i 46 estaven desocupats. 336 eren cases i 8 eren apartaments. Dels 230 habitatges principals, 179 estaven ocupats pels seus propietaris, 44 estaven llogats i ocupats pels llogaters i 7 estaven cedits a títol gratuït; 3 tenien una cambra, 15 en tenien dues, 39 en tenien tres, 64 en tenien quatre i 109 en tenien cinc o més. 190 habitatges disposaven pel capbaix d'una plaça de pàrquing. A 90 habitatges hi havia un automòbil i a 118 n'hi havia dos o més.

### Piràmide de població
La piràmide de població per edats i sexe el 2009 era:
| Homes | Edats   | Dones |
| ----- | ------- | ----- |
| 0     | 95 o +  | 0     |
| 0     | 90 a 94 | 0     |
| 12    | 85 a 89 | 16    |
| 0     | 80 a 84 | 8     |
| 24    | 75 a 79 | 12    |
| 4     | 70 a 74 | 8     |
| 12    | 65 a 69 | 4     |
| 20    | 60 a 64 | 12    |
| 12    | 55 a 59 | 24    |
| 24    | 50 a 54 | 16    |
| 12    | 45 a 49 | 12    |
| 16    | 40 a 44 | 16    |
| 12    | 35 a 39 | 12    |
| 32    | 30 a 34 | 24    |
| 12    | 25 a 29 | 16    |
| 4     | 20 a 24 | 4     |
| 12    | 15 a 19 | 0     |
| 4     | 10 a 14 | 16    |
| 28    | 5 a 9   | 20    |
| 8     | 0 a 4   | 20    |

## Economia
El 2007 la població en edat de treballar era de 348 persones, 258 eren actives i 90 eren inactives. De les 258 persones actives 236 estaven ocupades (130 homes i 106 dones) i 22 estaven aturades (10 homes i 12 dones). De les 90 persones inactives 38 estaven jubilades, 25 estaven estudiant i 27 estaven classificades com a «altres inactius».

### Ingressos
El 2009 a Sceaux-du-Gâtinais hi havia 241 unitats fiscals que integraven 625 persones, la mediana anual d'ingressos fiscals per persona era de 20.221 €.

### Activitats econòmiques
Dels 31 establiments que hi havia el 2007, 1 era d'una empresa extractiva, 1 d'una empresa alimentària, 1 d'una empresa de fabricació d'altres productes industrials, 4 d'empreses de construcció, 8 d'empreses de comerç i reparació d'automòbils, 2 d'empreses de transport, 2 d'empreses d'hostatgeria i restauració, 1 d'una empresa d'informació i comunicació, 1 d'una empresa financera, 2 d'empreses immobiliàries, 5 d'empreses de serveis, 2 d'entitats de l'administració pública i 1 d'una empresa classificada com a «altres activitats de serveis».
Dels 7 establiments de servei als particulars que hi havia el 2009, 1 era una oficina de correu, 1 una oficina bancària, 3 paletes, 1 empresa de construcció i 1 restaurant.
L'únic establiment comercial que hi havia el 2009 era una carnisseria.
L'any 2000 a Sceaux-du-Gâtinais hi havia 31 explotacions agrícoles que ocupaven un total de 3.120 hectàrees.

## Equipaments sanitaris i escolars
El 2009 hi havia una escola elemental integrada dins d'un grup escolar amb les comunes properes formant una escola dispersa.

## Poblacions més properes
El següent diagrama mostra les poblacions més properes.